# Klettham
Klettham ist ein Stadtteil der Großen Kreisstadt Erding im Landkreis Erding, Oberbayern.

## Geografie
Das Pfarrdorf schließt sich im Westen direkt an Erding an und ist heute Teil des Stadtgebietes.

## Geschichte

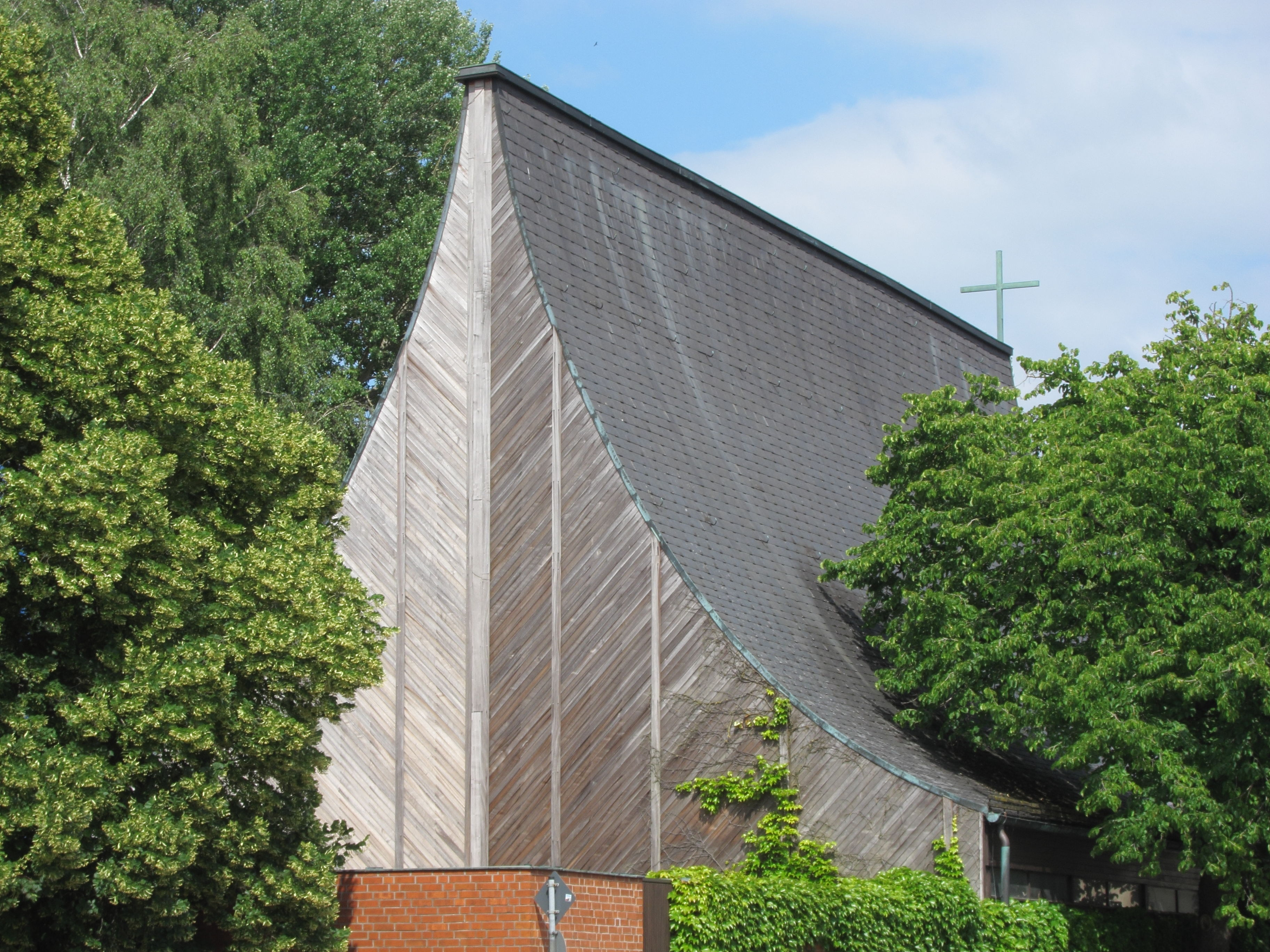
Erlöserkirche Klettham

In den 1960er Jahren wurde Klettham als Stadterweiterung Erdings bebaut. Der Ort wuchs durch den Zuzug von Vertriebenen. Zudem wohnten viele Soldaten in Klettham, erst von der US-Army, danach von der Bundeswehr, wobei viele nur wenige Jahre im Ort blieben.
Ab 1962 wurde nach Plänen von Hans-Busso von Busse die evangelische Erlöserkirche gebaut. Am 6. Juni 1964 wurde die katholische Kirche St. Vinzenz eingeweiht, die 450 Sitzplätze hat und damals als modernste kombinierte Anlage (Kindergarten, Kirche etc.) Deutschlands galt. Bis zur Gemeindegebietsreform 1978 gehörte Klettham zur Gemeinde Altenerding. Am 1. Mai 1978 wurde diese im Zuge der Gemeindegebietsreform in die Stadt Erding eingemeindet.
2019 startete die Stadt Erding einen Planungsprozess mit dem Ziel, Klettham innerhalb von zehn bis 15 Jahren neu zu gestalten; dabei soll insbesondere um die Erlöserkirche eine neue Ortsmitte entstehen.